# NGC 7732
NGC 7732 је спирална галаксија у сазвежђу Рибе која се налази на NGC листи објеката дубоког неба.
Деклинација објекта је + 3° 43' 30" а ректасцензија 23h 41m 34,0s. Привидна величина (магнитуда) објекта NGC 7732 износи 13,6 а фотографска магнитуда 14,3. NGC 7732 је још познат и под ознакама UGC 12738, MCG 0-60-35, CGCG 381-26, Z 2339.1+0327, KCPG 590B, ""pierced"" galaxy, PGC 72131.